# Optomerus rufotibialis
Optomerus rufotibialis là một loài bọ cánh cứng trong họ Cerambycidae.